# Pedro de Viscarra

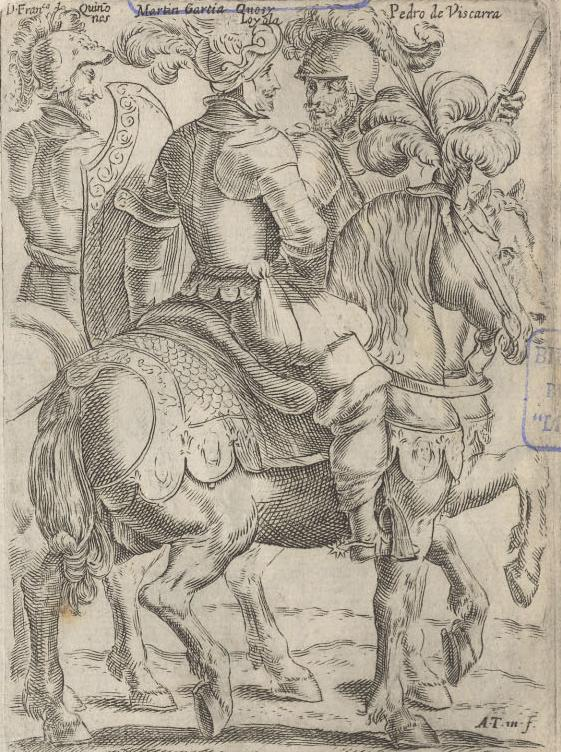
Die Gouverneure Quiñones, Óñez de Loyola und Pedro de Viscarra (rechts) in einer Darstellung von 1611

Pedro de Viscarra (* in der ersten Hälfte des 16. Jahrhunderts in Sevilla, Spanien; † zu Anfang des 17. Jahrhunderts) war ein spanischer Jurist und Soldat, der ab 1554 in Mittel- und Südamerika an der Konquista teilnahm. Er war mehrfach Interim-Gouverneur in Chile.